# Bislett Stadion
Il Bislett Stadion è uno stadio polivalente di Oslo. È l'impianto sportivo norvegese più conosciuto al mondo, definito da Sports Illustrated nel 1999 uno dei 20 impianti migliori del XX secolo.
Ha ospitato varie manifestazioni di rilievo continentale e mondiale di pattinaggio di velocità (15 record mondiali sono stati stabiliti qui) e di atletica leggera (50 record mondiali), tra cui i Bislett Games, meeting annuale di atletica, parte del circuito della Diamond League.
In ambito calcistico, è stato per 55 anni lo stadio del Vålerenga Fotball; attualmente viene utilizzato dal Fotballklubben Lyn Oslo e dallo Skeid Fotball. Nel 1952, ha anche ospitato i VI Giochi olimpici invernali.
Ha ospitato diverse edizioni della NM-Finale, la finale del campionato norvegese di football americano.

## Football americano
| Oslo 8 luglio 2017, ore 18:30 XXXII NM Finale | Oslo Vikings | 51 – 7 | Eidsvoll 1814's | Bislett Stadion |

| Oslo 7 luglio 2018, ore 17:00 XXXIII NM Finale | Oslo Vikings | 65 – 0 | Åsane Seahawks | Bislett Stadion |